# Parashorea aptera
Espèce
Classification phylogénétique
Statut de conservation UICN

 CR A1cd : 
En danger critique
 Parashorea aptera est un grand arbre sempervirent de Sumatra, appartenant à la famille des Diptérocarpacées.

## Répartition
Endémique aux forêts de plaine de l'est de Sumatra.

## Préservation
En danger critique de disparition du fait de la déforestation.